# Zodarion rhodiense
Zodarion rhodiense är en spindelart som beskrevs av Lodovico di Caporiacco 1948. Zodarion rhodiense ingår i släktet Zodarion och familjen Zodariidae.
Artens utbredningsområde är Grekland. Utöver nominatformen finns också underarten Z. r. nigrifemur.